# Selenops curruganja
Espèce
Selenops curruganja est une espèce d'araignées aranéomorphes de la famille des Selenopidae.

## Distribution
Cette espèce est endémique de Colombie. Elle se rencontre au Nariño et au Chocó.

## Description
La femelle holotype mesure 12,2 mm

## Publication originale
- Crews, Galvis & Esposito, 2021 : « Gliding canopy flatties and relatives from the Selenops banksi group (Araneae: Selenopidae). » Journal of Natural History, vol. 54, no 35/36, p. 2343-2365.